# Összeolvadás
Az összeolvadás (angolul merger) a gazdasági társaságok egyesülésének egyik formája. (A másik forma a beolvadás). Az összeolvadásnál az összeolvadó társaságok valamennyien megszűnnek, ám a megszűnéssel egyidejűleg egy új (jogutód) gazdasági társaság jön létre. A megszűnő jogelőd cégek vagyona, jogai és kötelezettségei az összeolvadással létrejött jogutód társaságra szállnak át.                                                         
Az összeolvadás egy vállalatban való  többségi részesedés megszerzését jelenti, vagyis a részvénytársaság részvényeinek akkora hányadának felvásárlását, ami elegendő ahhoz, hogy a társaság felett a felvásárló átvegye az irányítást. Ennek oka általában az, hogy a felvásárolandó vállalat valami olyannal rendelkezik, ami a felvásárló számára értékes lehet, pl. piac, gyártási kapacitás, márkanév, tudásbázis stb.
A társaságok összeolvadása egyenrangú felek között jön létre.

## Beolvadás és összeolvadás
Fontos különbség, hogy míg összeolvadás esetében új jogi személy jön létre és az összeolvadók megszűnnek, addig  beolvadásnál csak a beolvadó cég szűnik meg.